# Distrito electoral federal 14 de Puebla
El Distrito electoral federal 14 de Puebla es uno de los 300 Distritos Electorales en los que se encuentra dividido el territorio de México para la elección de diputados federales y uno de los 15 en los que se divide el estado de Puebla. Su cabecera es Izúcar de Matamoros.
El décimo cuarto distrito electoral federal de Puebla, se encuentra localizado en el centro y sur del estado, principalmente en la región Mixteca poblana y lo forman los siguientes municipios: 
- Acatlán
- Ahuatlán
- Ahuehuetitla
- Albino Zertuche,
- Atzala
- Axutla
- Coatzingo
- Cohetzala
- Cuayuca de Andrade
- Chiautla
- Chietla
- Chigmecatitlán
- Chila
- Chila de la Sal
- Chinantla
- Epatlán
- Guadalupe
- Huatlatlauca
- Huehuetlán el Chico
- Huehuetlán el Grande
- Ixcamilpa de Guerrero
- Municipio de Izúcar de Matamoros
- Jolalpan
- La Magdalena Tlatlauquitepec
- Ocoyucan
- Petlalcingo
- Piaxtla
- San Diego La Mesa Tochimiltzingo
- San Jerónimo Xayacatlan
- San Juan Atzompa
- San Martin Totoltepec
- San Miguel Ixitlán
- San Pablo Anicano
- San Pedro Yeloixtlahuaca
- Santa Catarina Tlaltempan
- Santa Inés Ahuatempan
- Tecomatlán
- Tehuitzingo
- Teopantlan
- Teotlalco
- Tepeojuma
- Totoltepec de Guerrero
- Tulcingo
- Xayacatlán de Bravo
- Xicotlán
- Xochiltepec
- Zacapala

## Integración de 2017
Esta integración fue definida por el Instituto Nacional Electoral en marzo de 2017.
Acatlán, Ahuatlán, Ahuehuetitla, Albino Zertuche, Atoyatempan, Axutla, Coatzingo, Cohetzala, Coayuca de Andrade, Chiautla, Chigmecatitlan, Chila, Chila de la Sal, Chinantla, Guadalupe, Huatlatlauca, Huehuetlán el Chico, Huehuetlán el Grande, Huitziltepec, Ixcamilpa de Guerrero, Jolalpan, La Magdalena Tlatlauquitepec, Molcaxac, Petlalcingo, Piaxtla, San Jerónimo Xayacatlán, San Juan Atzompa, San Miguel Ixitlán, San Pablo Anicano, San Pedro Yeloixtlahuaca, San Salvador Huixcolotla, Santa Catarina Taltempan, Santa Inés Ahuatempan, Santo Tomás Hueyotlipan, Tecamachalco, Tecomatlán, Tehuitzingo, Teopantlán, Teotlalco, Tepexi de Rodrígez, Tepeyahualco de Cuauhtémoc, Tlanepantla, Tochtepec, Totoltepec de Guerrero, Tulcingo, Tzicatlacoyan, Xayacatlán de Bravo, Xicotlán, Xochitlán Todos Santos, Yehualtepec y Zacapala.

## Diputados por el distrito
- LI Legislatura
  - (1979 - 1982): Melquiades Morales Flores
- LII Legislatura
  - (1982 - 1985): Sacramento Joffre Vázquez
- LIII Legislatura
  - (1985 - 1988): Antonio Tenorio Adame
- LIV Legislatura
  - (1988 - 1991): Marina Blanco Casco
- LV Legislatura
  - (1991 - 1994): Jesús Saravia Ordóñez
- LVI Legislatura
  - (1994 - 1997): María Cecilia Hernández Ríos
- LVII Legislatura
  - (1997 - 2000): Víctor Manuel López Balbuena
- LVIII Legislatura
  - (2000 - 2003): Benito Vital Ramírez
- LIX Legislatura
  - (2003 - 2006): Juan Manuel Vega Rayet
- LX Legislatura
  - (2006 - 2009): Jorge Estefan Chidiac
- LXI Legislatura
  - (2009 - 2012): Alberto Jiménez Merino
- LXII Legislatura
  - (2012 - 2015): Javier Filiberto Guevara González
- LXIII Legislatura
  - (2015 - 2018): Jorge Estefan Chidiac
- LXIV Legislatura
  - (2018 - 2021):
- LXV Legislatura
  - (2021 - 2024):